# Coupe du monde de rugby à sept 1993
Navigation
Coupe du monde 1997
La Coupe du monde de rugby à sept 1993 est la première édition de Coupe du monde de rugby à sept. Elle s'est déroulée en Écosse du 16 au 18 avril 1993. 24 nations y participent. Les matchs ont lieu au stade de Murrayfield à Édimbourg.
L'Angleterre devient championne du monde en battant en finale l'Australie sur le score de 21 à 17. L'Argentine remporte le Plate face à l'Espagne (16-12) et le Japon remporte le Bowl face à l'Écosse (33-19).

## Phase finale

### Liste des pays participants
| Groupe A - Fidji - Afrique du Sud - Pays de Galles - Roumanie - Japon - Lettonie | Groupe B - Irlande - Nouvelle-Zélande - France - Corée du Sud - Pays-Bas - États-Unis | Groupe C - Argentine - Australie - Écosse - Tonga - Italie - Taïwan | Groupe D - Angleterre - Samoa - Canada - Espagne - Namibie - Hong Kong |

### Résultats

#### Phase de groupes

##### Groupe A
| Équipe         | J | G | N | D | PP  | PC  | +/-  | Pts |
| -------------- | - | - | - | - | --- | --- | ---- | --- |
| Afrique du Sud | 5 | 5 | 0 | 0 | 175 | 43  | 132  | 15  |
| Fidji          | 5 | 4 | 0 | 1 | 150 | 60  | 90   | 13  |
| Pays de Galles | 5 | 3 | 0 | 2 | 135 | 78  | 57   | 11  |
| Japon          | 5 | 2 | 0 | 3 | 67  | 118 | -51  | 9   |
| Roumanie       | 5 | 1 | 0 | 4 | 44  | 133 | -89  | 7   |
| Lettonie       | 5 | 0 | 0 | 5 | 29  | 168 | -139 | 5   |
| 16 avril 1993 10:00 | Fidji | 42 – 0 | Lettonie | Murrayfield Stadium, Édimbourg |  |
|                     |       |        |          |                                |  |

| 16 avril 1993 10:18 | Afrique du Sud | 28 – 5 | Japon | Murrayfield Stadium, Édimbourg |  |
|                     |                |        |       |                                |  |

| 16 avril 1993 10:34 | Pays de Galles | 33 – 7 | Roumanie | Murrayfield Stadium, Édimbourg |  |
|                     |                |        |          |                                |  |

| 16 avril 1993 11:45 | Fidji | 28 – 17 | Japon | Murrayfield Stadium, Édimbourg |  |
|                     |       |         |       |                                |  |

| 16 avril 1993 12:02 | Roumanie | 22 – 5 | Lettonie | Murrayfield Stadium, Édimbourg |  |
|                     |          |        |          |                                |  |

| 16 avril 1993 12:20 | Afrique du Sud | 36 – 14 | Pays de Galles | Murrayfield Stadium, Édimbourg |  |
|                     |                |         |                |                                |  |

| 16 avril 1993 13:28 | Fidji | 40 – 0 | Roumanie | Murrayfield Stadium, Édimbourg |  |
|                     |       |        |          |                                |  |

| 16 avril 1993 13:44 | Pays de Galles | 35 – 7 | Japon | Murrayfield Stadium, Édimbourg |  |
|                     |                |        |       |                                |  |

| 16 avril 1993 14:00 | Afrique du Sud | 47 – 5 | Lettonie | Murrayfield Stadium, Édimbourg |  |
|                     |                |        |          |                                |  |

| 17 avril 1993 15:05 | Fidji | 21 – 17 | Pays de Galles | Murrayfield Stadium, Édimbourg |  |
|                     |       |         |                |                                |  |

| 17 avril 1993 15:25 | Afrique du Sud | 38 – 0 | Roumanie | Murrayfield Stadium, Édimbourg |  |
|                     |                |        |          |                                |  |

| 17 avril 1993 15:41 | Japon | 21 – 12 | Lettonie | Murrayfield Stadium, Édimbourg |  |
|                     |       |         |          |                                |  |

| 17 avril 1993 16:49 | Fidji | 19 – 26 | Afrique du Sud | Murrayfield Stadium, Édimbourg |  |
|                     |       |         |                |                                |  |

| 17 avril 1993 17:04 | Pays de Galles | 36 – 7 | Lettonie | Murrayfield Stadium, Édimbourg |  |
|                     |                |        |          |                                |  |

| 17 avril 1993 17:20 | Roumanie | 15 – 17 | Japon | Murrayfield Stadium, Édimbourg |  |
|                     |          |         |       |                                |  |

##### Groupe B
| Équipe           | J | G | N | D | PP  | PC  | +/-  | Pts |
| ---------------- | - | - | - | - | --- | --- | ---- | --- |
| Nouvelle-Zélande | 5 | 5 | 0 | 0 | 157 | 24  | 133  | 15  |
| Irlande          | 5 | 4 | 0 | 1 | 128 | 45  | 83   | 13  |
| Corée du Sud     | 5 | 3 | 0 | 2 | 80  | 98  | -18  | 11  |
| France           | 5 | 2 | 0 | 3 | 62  | 71  | -9   | 9   |
| États-Unis       | 5 | 1 | 0 | 4 | 62  | 105 | -43  | 7   |
| Pays-Bas         | 5 | 0 | 0 | 5 | 33  | 179 | -146 | 5   |
| 16 avril 1993 10:53 | Nouvelle-Zélande | 49 – 7 | Pays-Bas | Murrayfield Stadium, Édimbourg |  |
|                     |                  |        |          |                                |  |

| 16 avril 1993 11:10 | France | 22 – 7 | États-Unis | Murrayfield Stadium, Édimbourg |  |
|                     |        |        |            |                                |  |

| 16 avril 1993 11:28 | Irlande | 21 – 12 | Corée du Sud | Murrayfield Stadium, Édimbourg |  |
|                     |         |         |              |                                |  |

| 16 avril 1993 12:36 | Nouvelle-Zélande | 19 – 5 | États-Unis | Murrayfield Stadium, Édimbourg |  |
|                     |                  |        |            |                                |  |

| 16 avril 1993 12:53 | Corée du Sud | 28 – 12 | Pays-Bas | Murrayfield Stadium, Édimbourg |  |
|                     |              |         |          |                                |  |

| 16 avril 1993 13:12 | Irlande | 17 – 9 | France | Murrayfield Stadium, Édimbourg |  |
|                     |         |        |        |                                |  |

| 17 avril 1993 14:12 | Nouvelle-Zélande | 46 – 0 | Corée du Sud | Murrayfield Stadium, Édimbourg |  |
|                     |                  |        |              |                                |  |

| 17 avril 1993 14:30 | Irlande | 38 – 0 | États-Unis | Murrayfield Stadium, Édimbourg |  |
|                     |         |        |            |                                |  |

| 17 avril 1993 14:47 | France | 26 – 14 | Pays-Bas | Murrayfield Stadium, Édimbourg |  |
|                     |        |         |          |                                |  |

| 17 avril 1993 15:58 | Irlande | 7 – 24 | Nouvelle-Zélande | Murrayfield Stadium, Édimbourg |  |
|                     |         |        |                  |                                |  |

| 17 avril 1993 16:15 | France | 0 – 14 | Corée du Sud | Murrayfield Stadium, Édimbourg |  |
|                     |        |        |              |                                |  |

| 17 avril 1993 16:32 | Pays-Bas | 0 – 31 | États-Unis | Murrayfield Stadium, Édimbourg |  |
|                     |          |        |            |                                |  |

| 17 avril 1993 17:38 | Irlande | 45 – 0 | Pays-Bas | Murrayfield Stadium, Édimbourg |  |
|                     |         |        |          |                                |  |

| 17 avril 1993 17:55 | Nouvelle-Zélande | 19 – 5 | France | Murrayfield Stadium, Édimbourg |  |
|                     |                  |        |        |                                |  |

| 17 avril 1993 18:12 | Corée du Sud | 26 – 19 | États-Unis | Murrayfield Stadium, Édimbourg |  |
|                     |              |         |            |                                |  |

##### Groupe C
| Équipe    | J | G | N | D | PP  | PC  | +/-  | Pts |
| --------- | - | - | - | - | --- | --- | ---- | --- |
| Tonga     | 5 | 4 | 0 | 1 | 117 | 34  | 83   | 13  |
| Australie | 5 | 4 | 0 | 1 | 143 | 29  | 114  | 13  |
| Argentine | 5 | 3 | 0 | 2 | 67  | 81  | -14  | 11  |
| Écosse    | 5 | 3 | 0 | 2 | 96  | 64  | 32   | 11  |
| Italie    | 5 | 1 | 0 | 4 | 41  | 123 | -82  | 7   |
| Taïwan    | 5 | 0 | 0 | 5 | 24  | 157 | -133 | 5   |
| 16 avril 1993 14:17 | Australie | 28 – 0 | Taïwan | Murrayfield Stadium, Édimbourg |  |
|                     |           |        |        |                                |  |

| 16 avril 1993 14:33 | Écosse | 15 – 7 | Tonga | Murrayfield Stadium, Édimbourg |  |
|                     |        |        |       |                                |  |

| 16 avril 1993 14:50 | Argentine | 17 – 7 | Italie | Murrayfield Stadium, Édimbourg |  |
|                     |           |        |        |                                |  |

| 16 avril 1993 16:00 | Australie | 7 – 10 | Tonga | Murrayfield Stadium, Édimbourg |  |
|                     |           |        |       |                                |  |

| 16 avril 1993 16:17 | Italie | 15 – 14 | Taïwan | Murrayfield Stadium, Édimbourg |  |
|                     |        |         |        |                                |  |

| 16 avril 1993 16:34 | Argentine | 14 – 10 | Écosse | Murrayfield Stadium, Édimbourg |  |
|                     |           |         |        |                                |  |

| 16 avril 1993 17:44 | Australie | 40 – 0 | Italie | Murrayfield Stadium, Édimbourg |  |
|                     |           |        |        |                                |  |

| 16 avril 1993 18:02 | Argentine | 5 – 17 | Tonga | Murrayfield Stadium, Édimbourg |  |
|                     |           |        |       |                                |  |

| 16 avril 1993 18:21 | Écosse | 36 – 5 | Taïwan | Murrayfield Stadium, Édimbourg |  |
|                     |        |        |        |                                |  |

| 17 avril 1993 10:51 | Argentine | 5 – 42 | Australie | Murrayfield Stadium, Édimbourg |  |
|                     |           |        |           |                                |  |

| 17 avril 1993 11:08 | Écosse | 21 – 12 | Italie | Murrayfield Stadium, Édimbourg |  |
|                     |        |         |        |                                |  |

| 17 avril 1993 11:26 | Tonga | 52 – 0 | Taïwan | Murrayfield Stadium, Édimbourg |  |
|                     |       |        |        |                                |  |

| 17 avril 1993 12:31 | Australie | 26 – 14 | Écosse | Murrayfield Stadium, Édimbourg |  |
|                     |           |         |        |                                |  |

| 17 avril 1993 12:47 | Argentine | 26 – 5 | Taïwan | Murrayfield Stadium, Édimbourg |  |
|                     |           |        |        |                                |  |

| 17 avril 1993 13:05 | Tonga | 31 – 7 | Italie | Murrayfield Stadium, Édimbourg |  |
|                     |       |        |        |                                |  |

##### Groupe D
| Équipe     | J | G | N | D | PP  | PC  | +/-  | Pts |
| ---------- | - | - | - | - | --- | --- | ---- | --- |
| Samoa      | 5 | 5 | 0 | 0 | 193 | 31  | 162  | 15  |
| Angleterre | 5 | 4 | 0 | 1 | 138 | 38  | 100  | 13  |
| Espagne    | 5 | 2 | 0 | 3 | 59  | 114 | -55  | 9   |
| Canada     | 5 | 2 | 0 | 3 | 75  | 87  | -12  | 9   |
| Hong Kong  | 5 | 1 | 0 | 4 | 43  | 161 | -118 | 7   |
| Namibie    | 5 | 1 | 0 | 4 | 55  | 132 | -77  | 7   |
| 16 avril 1993 15:08 | Angleterre | 40 – 5 | Hong Kong | Murrayfield Stadium, Édimbourg |  |
|                     |            |        |           |                                |  |

| 16 avril 1993 15:27 | Samoa | 47 – 0 | Espagne | Murrayfield Stadium, Édimbourg |  |
|                     |       |        |         |                                |  |

| 16 avril 1993 15:44 | Canada | 21 – 7 | Namibie | Murrayfield Stadium, Édimbourg |  |
|                     |        |        |         |                                |  |

| 16 avril 1993 16:51 | Angleterre | 31 – 0 | Espagne | Murrayfield Stadium, Édimbourg |  |
|                     |            |        |         |                                |  |

| 16 avril 1993 17:09 | Namibie | 17 – 19 | Hong Kong | Murrayfield Stadium, Édimbourg |  |
|                     |         |         |           |                                |  |

| 16 avril 1993 17:26 | Samoa | 28 – 14 | Canada | Murrayfield Stadium, Édimbourg |  |
|                     |       |         |        |                                |  |

| 17 avril 1993 10:00 | Angleterre | 24 – 5 | Namibie | Murrayfield Stadium, Édimbourg |  |
|                     |            |        |         |                                |  |

| 17 avril 1993 10:17 | Canada | 5 – 12 | Espagne | Murrayfield Stadium, Édimbourg |  |
|                     |        |        |         |                                |  |

| 17 avril 1993 10:34 | Samoa | 43 – 7 | Hong Kong | Murrayfield Stadium, Édimbourg |  |
|                     |       |        |           |                                |  |

| 17 avril 1993 11:43 | Angleterre | 33 – 0 | Canada | Murrayfield Stadium, Édimbourg |  |
|                     |            |        |        |                                |  |

| 17 avril 1993 11:59 | Espagne | 26 – 5 | Hong Kong | Murrayfield Stadium, Édimbourg |  |
|                     |         |        |           |                                |  |

| 17 avril 1993 12:16 | Samoa | 47 – 0 | Namibie | Murrayfield Stadium, Édimbourg |  |
|                     |       |        |         |                                |  |

| 17 avril 1993 13:22 | Angleterre | 10 – 28 | Samoa | Murrayfield Stadium, Édimbourg |  |
|                     |            |         |       |                                |  |

| 17 avril 1993 13:39 | Canada | 35 – 7 | Hong Kong | Murrayfield Stadium, Édimbourg |  |
|                     |        |        |           |                                |  |

| 17 avril 1993 13:56 | Espagne | 21 – 26 | Namibie | Murrayfield Stadium, Édimbourg |  |
|                     |         |         |         |                                |  |

#### Melrose Cup - Quarts de finale

##### Groupe E
| Équipe  | J | G | N | D | PP | PC | +/- | Pts |
| ------- | - | - | - | - | -- | -- | --- | --- |
| Fidji   | 3 | 3 | 0 | 0 | 66 | 26 | 40  | 9   |
| Irlande | 3 | 2 | 0 | 1 | 38 | 43 | -5  | 7   |
| Samoa   | 3 | 1 | 0 | 2 | 54 | 38 | 16  | 5   |
| Tonga   | 3 | 0 | 0 | 3 | 26 | 77 | -51 | 3   |
| 18 avril 1993 10:00 | Samoa | 0 – 17 | Irlande | Murrayfield Stadium, Édimbourg |  |
|                     |       |        |         |                                |  |

| 18 avril 1993 10:16 | Tonga | 7 – 21 | Fidji | Murrayfield Stadium, Édimbourg |  |
|                     |       |        |       |                                |  |

| 18 avril 1993 11:04 | Fidji | 14 – 12 | Samoa | Murrayfield Stadium, Édimbourg |  |
|                     |       |         |       |                                |  |

| 18 avril 1993 11:20 | Tonga | 12 – 14 | Irlande | Murrayfield Stadium, Édimbourg |  |
|                     |       |         |         |                                |  |

| 18 avril 1993 12:09 | Tonga | 7 – 42 | Samoa | Murrayfield Stadium, Édimbourg |  |
|                     |       |        |       |                                |  |

| 18 avril 1993 12:26 | Fidji | 31 – 7 | Irlande | Murrayfield Stadium, Édimbourg |  |
|                     |       |        |         |                                |  |

##### Groupe F
| Équipe           | J | G | N | D | PP | PC | +/- | Pts |
| ---------------- | - | - | - | - | -- | -- | --- | --- |
| Australie        | 3 | 2 | 0 | 1 | 28 | 59 | -31 | 7   |
| Angleterre       | 3 | 2 | 0 | 1 | 47 | 40 | 7   | 7   |
| Afrique du Sud   | 3 | 1 | 0 | 2 | 43 | 35 | 8   | 5   |
| Nouvelle-Zélande | 3 | 1 | 0 | 2 | 68 | 52 | 16  | 5   |
| 18 avril 1993 10:33 | Afrique du Sud | 5 – 7 | Australie | Murrayfield Stadium, Édimbourg |  |
|                     |                |       |           |                                |  |

| 18 avril 1993 10:49 | Angleterre | 21 – 12 | Nouvelle-Zélande | Murrayfield Stadium, Édimbourg |  |
|                     |            |         |                  |                                |  |

| 18 avril 1993 11:36 | Afrique du Sud | 7 – 14 | Angleterre | Murrayfield Stadium, Édimbourg |  |
|                     |                |        |            |                                |  |

| 18 avril 1993 11:53 | Nouvelle-Zélande | 42 – 0 | Australie | Murrayfield Stadium, Édimbourg |  |
|                     |                  |        |           |                                |  |

| 18 avril 1993 12:43 | Afrique du Sud | 31 – 14 | Nouvelle-Zélande | Murrayfield Stadium, Édimbourg |  |
|                     |                |         |                  |                                |  |

| 18 avril 1993 13:00 | Australie | 21 – 12 | Angleterre | Murrayfield Stadium, Édimbourg |  |
|                     |           |         |            |                                |  |

#### Demi-finales
| 18 avril 1993 14:31 | Fidji                            | 7 – 21 | Angleterre                                                    | Murrayfield Stadium, Édimbourg |  |
|                     | Essais : Seru-c Transfo : Serevi |        | Essais : Harriman-c Dallaglio-c Harriman-c Transfo : Beal (3) |                                |  |

| 18 avril 1993 14:48 | Australie                                                          | 21 – 19 | Irlande                                                        | Murrayfield Stadium, Édimbourg |  |
|                     | Essais : Taupeaafe-c Taupeaafe-c Ofahengaue-c Transfo : Lynagh (3) |         | Essais : Wallace-c Cunningham-c McBride-m Transfo : Elwood (2) |                                |  |

#### Finale
| 18 avril 1993 16:12 | Australie                                                    | 17 – 21 (MT:5 – 21) | Angleterre                                                  | Murrayfield Stadium, Édimbourg     |                                    |
|                     | Essais : Lynagh-m Campese-m Taupeaafe-c Transfo : Lynagh (1) |                     | Essais : Harriman-c Dallaglio-c Rodber-c Transfo : Beal (3) | Arbitrage : Patrick Robin (France) | Arbitrage : Patrick Robin (France) |

#### Matchs de classement

##### Bowl Cup

###### Demi-finales
| 18 avril 1993 13:17 | Écosse                                        | 14 – 7 | France                                | Murrayfield Stadium, Édimbourg |  |
|                     | Essais : Hogg-c Kerr-c Transfo : Appleson (2) |        | Essais : Faugeron-c Transfo : Bodeval |                                |  |

| 18 avril 1993 13:33 | Japon                                          | 14 – 0 | Canada | Murrayfield Stadium, Édimbourg |
|                     | Essais : Ono-c Motoki-c Transfo : Nagatomo (2) |        |        |                                |

###### Finale
| 18 avril 1993 15:05 | Écosse                                                       | 19 – 33 (MT:5 – 21) | Japon | Murrayfield Stadium, Édimbourg |  |
|                     | Essais : Kerr-m Moncrief-c Corcoran-c Transfo : Appleson (2) |                     | Essais : Nawalu-c Kato-c Yoshida-c Ono-c Nagatomi-m Transfo : Ono (1) Nagatomi (1) Yoshida (1) Nagatomi (1) |                                |  |

##### Plate Cup

###### Demi-finales
| 18 avril 1993 13:50 | Pays de Galles                        | 7 – 10 | Espagne                        | Murrayfield Stadium, Édimbourg |  |
|                     | Essais : Jenkins-c Transfo : Williams |        | Essais : Rivero-m Guttierrez-m |                                |  |

| 18 avril 1993 14:06 | Argentine                                                            | 24 – 0 | Corée du Sud | Murrayfield Stadium, Édimbourg |
|                     | Essais : Baraldi-c Baraldi-c Arbizu-c Transfo : Meson (3) Pen :Meson |        |              |                                |

###### Finale
| 18 avril 1993 15 h 34 | Argentine                                             | 19 – 12 (7 – 7) | Espagne                                                 | Murrayfield Stadium, Édimbourg |
| 18 avril 1993 15 h 34 | Essai(s) : Meson, Jorge 2 Transformation(s) : Meson 2 |                 | Essai(s) : Diaz, Azkargorta Transformation(s) : Puertas | Murrayfield Stadium, Édimbourg |
| 18 avril 1993 15 h 34 |                                                       |                 |                                                         | Murrayfield Stadium, Édimbourg |